# 邢台市第五中学
邢台市第五中学，简称邢台五中，是位于中華人民共和國河北省邢台市的公立完全中学，河北省示范性重点高级中学。

## 学校简介
邢台市第五中学位于河北省邢台市信都区守敬南路110号，据2020年8月学校官网显示，学校占地110亩，建筑面积60000平方米，现有106个教学班，在校生5600余人，教职工530人。

## 办学历史
河北省邢台市第五中学创建于1959年,是一所市直属全日制完全中学。